# Letnie Mistrzostwa Ukrainy w Skokach Narciarskich 2018
Letnie Mistrzostwa Ukrainy w Skokach Narciarskich 2018 – rozegrane na skoczniach w Worochcie w dniach 9–11 października zawody o mistrzostwo Ukrainy, mające za zadanie wyłonić najlepszych skoczków w kraju na igelicie. Skakano tylko w jednej kategorii.
Rywalizację na skoczni średniej rozegraną 9 października wygrał Witalij Kaliniczenko zdobywając notę o ponad cztery punkty większą od obrońcy tytułu Wiktora Pasicznyka sklasyfikowanego na miejscu drugim. Miejsce trzecie zajął Jewhen Marusiak. Sklasyfikowano łącznie dwudziestu dziewięciu zawodników.
Dwa dni później zawody przeniosły się na skocznie normalną, gdzie ponownie zwyciężył Witalij Kaliniczenko. Jego przewaga nad drugim miejscem tym razem wyniosła półtora punktu, a zajął je również ponownie Wiktor Pasicznyk. Na trzecim miejscu sklasyfikowany został Jewhen Marusiak. W tych zawodach wystartowało dwudziestu trzech zawodników.
10 października między konkursami indywidualnymi odbył się konkurs drużynowy na skoczni normalnej, który zwyciężyła pierwsza ekipa reprezentująca Obwód iwanofrankiwski. Kolejne dwa miejsca na podium zajęły drużyny Obwodu tarnopolskiego, kolejno pierwsza i druga drużyna.

## Wyniki
| Msc. | Zawodnik             | Obszar      | I seria | II seria | Punkty |
| ---- | -------------------- | ----------- | ------- | -------- | ------ |
| 1.   | Witalij Kaliniczenko | Worochta    | 79,0 m  | 77,5 m   | 230,8  |
| 2.   | Wiktor Pasicznyk     | Krzemieniec | 76,5 m  | 77,5 m   | 226,3  |
| 3.   | Jewhen Marusiak      | Wierchowina | 76,0 m  | 77,0 m   | 222,6  |
| 4.   | Dmytro Mazurczuk     | Krzemieniec | 76,0 m  | 76,5 m   | 222,5  |
| 5.   | Iwan Zełenczuk       | Wierchowina | 74,5 m  | 72,5 m   | 206,9  |
| 6.   | Ołeksandr Szumbareć  | Krzemieniec | 71,5 m  | 74,0 m   | 203,1  |
| 7.   | Iwan Pyłypczuk       | Krzemieniec | 71,0 m  | 72,5 m   | 197,2  |
| 8.   | Witalij Hrebeniuk    | Krzemieniec | 70,5 m  | 72,0 m   | 195,5  |
| 9.   | Andrij Waskuł        | Worochta    | 69,5 m  | 70,5 m   | 190,0  |
| 10.  | Artem Kucewycz       | Krzemieniec | 69,0 m  | 69,5 m   | 186,2  |
| ...  |                      |             |         |          |        |

| Msc. | Zawodnik             | Obszar      | I seria | II seria | Punkty |
| ---- | -------------------- | ----------- | ------- | -------- | ------ |
| 1.   | Witalij Kaliniczenko | Worochta    | 91,0 m  | 94,0 m   | 228,0  |
| 2.   | Wiktor Pasicznyk     | Krzemieniec | 92,0 m  | 93,0 m   | 227,5  |
| 3.   | Jewhen Marusiak      | Wierchowina | 90,0 m  | 94,0 m   | 225,5  |
| 4.   | Andrij Waskuł        | Worochta    | 84,0 m  | 92,0 m   | 206,5  |
| 5.   | Dmytro Mazurczuk     | Krzemieniec | 85,0 m  | 88,5 m   | 202,0  |
| 6.   | Iwan Zełenczuk       | Wierchowina | 82,5 m  | 86,0 m   | 189,0  |
| 7.   | Ołeksandr Szumbareć  | Krzemieniec | 81,0 m  | 86,0 m   | 186,5  |
| 8.   | Iwan Pyłypczuk       | Krzemieniec | 76,0 m  | 77,0 m   | 156,5  |
| 9.   | Andrij Pełeszok      | Krzemieniec | 76,5 m  | 76,5 m   | 156,0  |
| 10.  | Witalij Hrebeniuk    | Krzemieniec | 74,0 m  | 77,0 m   | 151,5  |
| ...  |                      |             |         |          |        |

### Konkurs drużynowy – 11 października 2018 – K95
| Miejsce | Obwód               | Zawodnik             | Skok 1 | Skok 2 | Nota  | Punkty |
| ------- | ------------------- | -------------------- | ------ | ------ | ----- | ------ |
| 1.      | Iwanofrankiwski I   | Iwan Zełenczuk       | 84,5 m | 83,0 m | 187,5 | 860,5  |
| 1.      | Iwanofrankiwski I   | Andrij Waskuł        | 90,0 m | 89,0 m | 214,0 | 860,5  |
| 1.      | Iwanofrankiwski I   | Jewhen Marusiak      | 92,0 m | 93,0 m | 228,0 | 860,5  |
| 1.      | Iwanofrankiwski I   | Witalij Kaliniczenko | 93,0 m | 93,0 m | 231,0 | 860,5  |
| 2.      | Tarnopolski I       | Witalij Hrebeniuk    | 78,0 m | 79,5 m | 164,5 | 782,5  |
| 2.      | Tarnopolski I       | Ołeksandr Szumbareć  | 83,0 m | 83,5 m | 186,0 | 782,5  |
| 2.      | Tarnopolski I       | Dmytro Mazurczuk     | 88,5 m | 88,5 m | 210,0 | 782,5  |
| 2.      | Tarnopolski I       | Wiktor Pasicznyk     | 92,0 m | 91,0 m | 222,0 | 782,5  |
| 3.      | Tarnopolski II      | Artem Kucewycz       | 68,0 m | 71,0 m | 125,5 | 581,5  |
| 3.      | Tarnopolski II      | Wałentyn Jaszczuk    | 72,5 m | 75,0 m | 141,5 | 581,5  |
| 3.      | Tarnopolski II      | Andrij Pyłypczuk     | 75,5 m | 75,5 m | 150,0 | 581,5  |
| 3.      | Tarnopolski II      | Iwan Pyłypczuk       | 79,0 m | 78,5 m | 164,5 | 581,5  |
| 4.      | Iwanofrankiwski II  | Denys Cwietkow       | 58,5 m | 58,0 m | 74,0  | 439,5  |
| 4.      | Iwanofrankiwski II  | Wasyl Bojko          | 69,0 m | 73,0 m | 128,0 | 439,5  |
| 4.      | Iwanofrankiwski II  | Wasyl Marusiak       | 65,5 m | 65,0 m | 102,5 | 439,5  |
| 4.      | Iwanofrankiwski II  | Rostysław Barewycz   | 72,5 m | 73,0 m | 135,0 | 439,5  |
| 5.      | Tarnopolski III     | Władysław Herasymiuk | 57,0 m | 61,0 m | 76,5  | 399,5  |
| 5.      | Tarnopolski III     | Mykoła Żabczyk       | 53,0 m | 54,5 m | 52,0  | 399,5  |
| 5.      | Tarnopolski III     | Serhij Małyszczyk    | 70,5 m | 71,5 m | 128,0 | 399,5  |
| 5.      | Tarnopolski III     | Andrij Pełeszok      | 72,0 m | 75,5 m | 143,0 | 399,5  |
| 6.      | Iwanofrankiwski III | Stepan Płytka        | 52,0 m | 51,5 m | 51,0  | 152,0  |
| 6.      | Iwanofrankiwski III | Andrij Cwiłyniuk     | 49,0 m | 48,5 m | 28,5  | 152,0  |
| 6.      | Iwanofrankiwski III | Wasyl Sawczyn        | 48,5 m | 47,0 m | 24,0  | 152,0  |
| 6.      | Iwanofrankiwski III | Wołodymyr Ryżenko    | 54,5 m | 56,0 m | 58,5  | 152,0  |